# 克拉斯诺焦尔斯科耶
克拉斯诺焦尔斯科耶（羅馬化：Krasnozyorskoye）是俄罗斯新西伯利亚州的工人村（市级镇）、克拉斯诺焦尔斯科耶区行政中心，地处新西伯利亚州南部，南临卡拉苏克河，位于州府新西伯利亚西南方。
该地2021年人口有9,210人；2010年人口9,524；2002年人口10,473；1989年人口9,954。